# Kickboxer 2. – Az út visszafelé
A Kickboxer 2. – Az út visszafelé (magyarul Kickboxer 2. – Visszatérés címen is megjelent; eredeti címén Kickboxer 2: The Road Back) 1991-ben bemutatott amerikai harcművészeti film, a Kickboxer-filmek második része.
A filmet David S. Goyer forgatókönyve alapján Albert Pyun rendezte. A főszerepben Sasha Mitchell látható (az előző rész főszereplője, Jean-Claude Van Damme a Dupla dinamit című film forgatása miatt nem vállalta el a folytatást), illetve az első filmből visszatér Dennis Chan és Michel Qissi is.

## Cselekmény
A történet az előző film eseményei után egy évvel játszódik: a testvérpár Kurt (Emmanuel Kervyn) és Eric Sloane (Casey Stengel) a bosszúszomjas Tong Po (Michel Qissi) kezei által életét vesztette Thaiföldön. Haláluk után öccsük, David (Sasha Mitchell) Los Angelesben próbálja meg fenntartani a család harcművészeti termét, ahol a helyi gyerekeknek ingyen tart kick-box-edzéseket.
Bár a  testvérei halála óta felhagyott versenyzői terveivel, anyagi problémái miatt Sloane mégis arra kényszerül, hogy visszatérjen a ringbe. Egy gátlástalan promóter, Justin Maciah (Peter Boyle) által irányított új szervezetben mérkőzik. Ezzel felkelti Tong Po érdeklődését is, aki a Kurttől elszenvedett veresége miatt akar revansot venni Daviden, ezzel helyrehozva a becsületén esett csorbát. Amikor mérkőzése után Sloane bejelenti a versenyzéstől való visszavonulását, Justin üzlettársa, Sangha – aki egyben Tong Po menedzsere is – felbérel egy zsoldoscsapatot, hogy égessék porig a férfi edzőtermét. Így akarják Sloane-t arra kényszeríteni, hogy újra ringbe lépjen. A tűzesetben David egyik fiatal tanítványa is az életét veszti. 
A fegyveres támadás után a kórházban lábadozó Sloane-t meglátogatja Kurt thaiföldi edzője, Xian Chow (Dennis Chan). Az eleinte vonakodó David végül beleegyezik abba, hogy bátyja hajdani mestere segítsen neki a felépülésben. Eközben egyik ígéretes tanítványa, Brian Wagner részt vesz egy bajnokságon, amelyre Sloane-t is meghívja. Az eredeti ellenfele helyett azonban Tong Po jelenik meg a ringben és a meccs során halálra veri őt. Mindezek után Sloane kénytelen elfogadni a thai harcos kihívását, amelyre pár órával később kerül sor. A küzdelem az ősi thai hagyományok szerint zajlik, kezdetben David brutális verést kap Pótól. Végül Sloane saját harcművészeti technikáját használva legyőzi testvérei gyilkosát és a fegyverrel az életére törő Sanghát is ártalmatlanná teszi.

## Szereplők
| Színész              | Szerep        | Magyar hang          | Magyar hang        | Magyar hang |
| Színész              | Szerep        | 1. magyar változat   | 2. magyar változat |             |
| -------------------- | ------------- | -------------------- | ------------------ | ----------- |
| Sasha Mitchell       | David Sloane  | Széles László        | Bor Zoltán         |             |
| Peter Boyle          | Justin Maciah | Dobránszky Zoltán    | Szokolay Ottó      |             |
| Dennis Chan          | Xian Chow     | Harsányi Gábor       | Varga T. József    |             |
| Cary-Hiroyuki Tagawa | Sangha        | Háda János           | Kassai Károly      |             |
| John Diehl           | Jack          | Rátóti Zoltán        | Végh Péter         |             |
| Michel Qissi         | Tong Po       | N/A                  | Faragó András      |             |
| Heather McComb       | Lisa          | Csondor Kata         | Molnár Ilona       |             |
| Vince Murdocco       | Brian Wagner  | Horváth Virgil       | Holl Nándor        |             |
| Humberto Ortiz       | Joey          | Minárovits Péter     | Borbíró András     |             |
| Matthias Hues        | Neil Vargas   | Reisenbüchler Sándor | N/A                |             |
| Emmanuel Kervyn      | Kurt Sloane   | nem szólal meg       | nem szólal meg     |             |
| Brian Austin Green   | Tommy         | N/A                  | N/A                |             |

## Fordítás
- Ez a szócikk részben vagy egészben  a   Kickboxer 2 című angol Wikipédia-szócikk fordításán alapul.  Az eredeti cikk szerkesztőit annak laptörténete sorolja fel. Ez a jelzés csupán a megfogalmazás eredetét és a szerzői jogokat jelzi, nem szolgál a cikkben szereplő információk forrásmegjelöléseként.